# Dours
 Dours  es una comuna y población de Francia, en la región de Mediodía-Pirineos, departamento de Altos Pirineos, en el distrito de Tarbes y cantón de Pouyastruc.

## Demografía
| 210 | 191 | 157 | 240 | 272 | 256 | 265 | 275 | 271 | 250 | 250 | 214 | 204 | 200 | 194 | 190 | 178 | 175 | 153 | 150 | 147 | 152 | 146 | 145 | 157 | 170 | 173 | 141 | 143 | 141 | 183 | 217 |
| Para los censos de 1962 a 1999 la población legal corresponde a la población sin duplicidades (Fuente: INSEE [Consultar]) |     |     |     |     |     |     |     |     |     |     |     |     |     |     |     |     |     |     |     |     |     |     |     |     |     |     |     |     |     |     |     |